# Ulrika Bergman (Curlerin)
Ulrika Bergman (* 11. Juni 1975 in Sveg) ist eine schwedische Curlerin.
Sie gehört dem Svegs Curlingklubb an. Seit 2004 ist sie Ersatzspielerin für das Team von Anette Norberg. Zuvor spielte sie mit zusammen mit der zweifachen Weltmeisterin Margarethe Lindahl.
Seit ihrem Debüt hat Bergman schon 2 Mal die Europameisterschaft und 2 Mal die Weltmeisterschaft im Curling gewonnen.
Als Alternate des schwedischen Curlingteams mit Skip Anette Norberg, Third Eva Lund, Second Cathrine Lindahl und Lead Anna Svärd gewann Bergman 2006 die olympische Goldmedaille in Turin. Im Finale setzte sich die Mannschaft mit 7:6 Steinen gegen die Schweiz durch.

## Erfolge
- Olympische Spiele: Gold 2006
- Weltmeisterschaften: Silber 2002, Gold 2005, Gold 2006
- Europameisterschaften: Silber 1999, Gold 2004, Gold 2005
- Junioren-Weltmeisterschaften: Bronze 1994, Silber 1995, Bronze 1996